# داوود حیدری
داوود حیدری (‎۱ فروردین ۱۳۱۰ - ۱ مرداد ۱۳۸۹) بازیکن و داور سابق فوتبال ایران است. وی سابقه بازی در باشگاه فوتبال دارایی تهران را دارد.
وی سابقه ۵ بازی ملی در کارنامه دارد.